# Pyrola tschanbaischanica
Pyrola tschanbaischanica là một loài thực vật có hoa trong họ Thạch nam. Loài này được Y.L. Chou & Y.L. Chang miêu tả khoa học đầu tiên năm 1959.